# Altgitarre

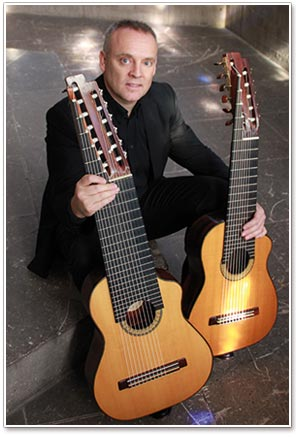
Klassikgitarrist Andreas Koch mit einer 11- und einer 13-saitigen Altgitarre

Die Altgitarre (von Schwedisch altgitarr, auch Altogitarre) ist eine Variante der Konzertgitarre mit 11, 12 oder 13 Saiten. Diese bietet einen erweiterten Tonumfang und ermöglicht es, Lautenstücke in der vorhandenen Lautentabulatur und Fingertechnik auf der Gitarre zu spielen, ohne diese umschreiben oder anpassen zu müssen.

## Vorbilder: Lauten mit zusätzlichen Bordunsaiten
Kennzeichnend für die Barocklaute im 17. und 18. Jahrhundert war es, dass den Saiten bzw. Saitenchören auf dem Griffbrett zusätzliche, diatonisch gestimmte Basssaiten (Bordun- bzw. Kontrasaiten) hinzugefügt wurden (greifbar oder freischwingend neben dem Griffbrett). In Italien kamen zu den sechs Spielchören bis zu acht Bordunchöre hinzu. In Frankreich setzte sich die Barocklaute mit elf Chören durch. Dieser fügte Silvius Leopold Weiss in Deutschland ab ca. 1720 zwei weitere Bordunchöre hinzu (also insgesamt 13 Saitenchöre).

## 11-saitige Altgitarre
Die elfsaitige Altgitarre wurde in den 1960er Jahren vom schwedischen Gitarrenbauer Georg Bolin entwickelt.
Die Standardstimmung der 11-saitigen Altgitarre ist H–C–D–Eb–F–G–c–f–a–d–g. Dies entspricht in Teilen der Stimmung einer Renaissancelaute, sodass mit der Altgitarre problemlos Lautenstücke (z. B. von Bach oder Weiss) gespielt werden können. Die Intervalle entsprechen dabei denen der Konzertgitarre in Standardstimmung, sodass die typischen Grifffiguren auch auf der Altgitarre verwendet werden können. Auch andere Stimmungen, wie die der  französischen Barocklaute sind möglich (C–D–E–F–G–a–d–f–a–d–f).
Bei der 11-saitigen Gitarre gibt es zwei Bauweisen: Bei der ersteren, von Georg Bolin verwendeten, befinden sich alle 11 Saiten auf dem Griffbrett und lassen sich somit greifen. Bei der zweiteren befinden sich acht Saiten auf dem Griffbrett, die sich somit greifen lassen, und weitere drei Saiten befinden sich als freischwingende Basssaiten (Bordun- bzw. Kontrasaiten) daneben, die nicht gegriffen werden können.
Die Mensur unterscheidet sich von der der Konzertgitarre und beträgt 570 bis 580 mm auf der Diskantseite und 760 bis 780 mm auf der Bassseite.

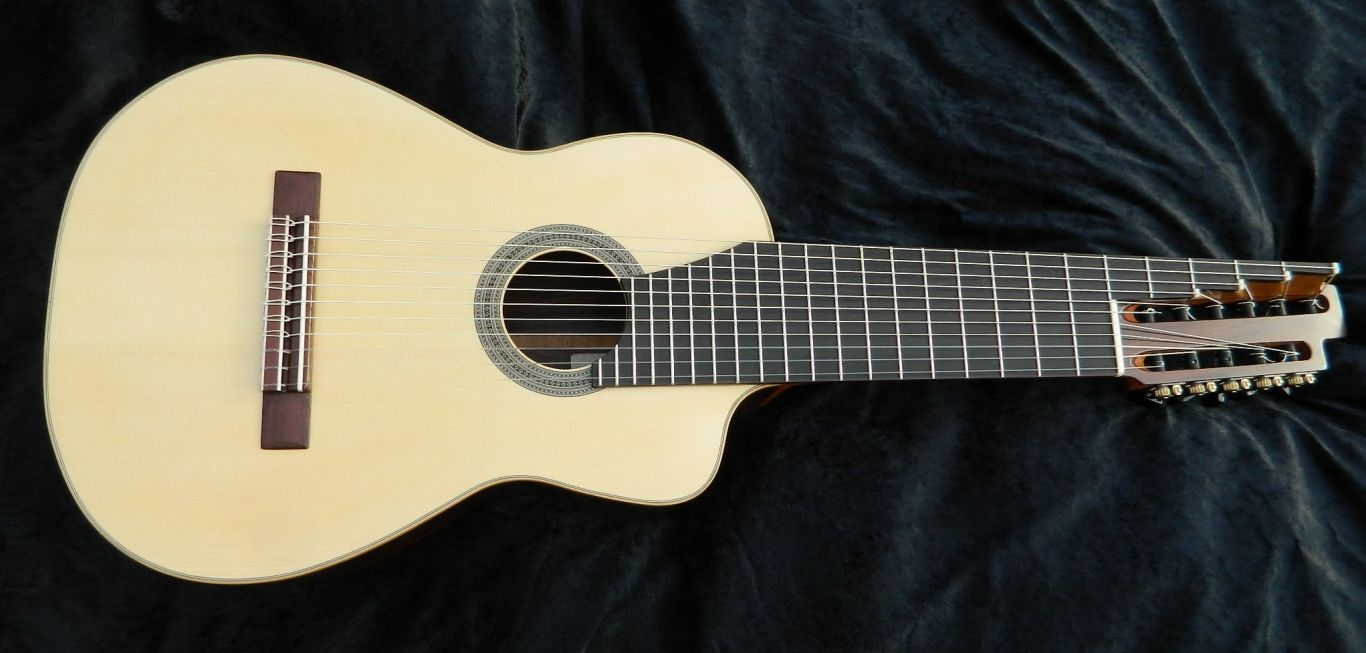
Altgitarre mit 11 Saiten
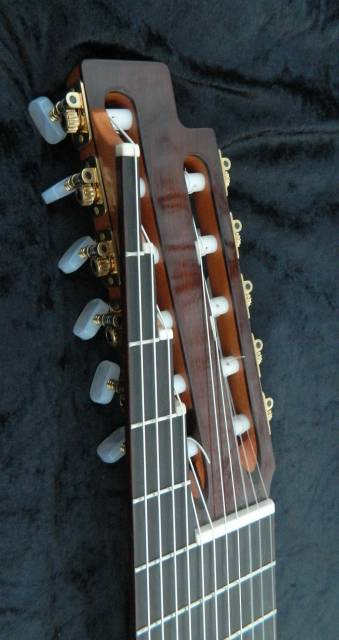
Kopf einer 11-saitigen Altgitarre

## 12-saitige Altgitarre
Der schwedische Gitarrist Anders Miolin verwendet eine zwölfsaitige Gitarre des Schweizer Gitarrenbauers Ermanno Chiavi (Modellname „Dodeka“). Die vom Hersteller vorgesehene Stimmung ist G-A-H-C-D-E-A-d-g-h-e'-a’.

## 13-saitige Altgitarre
Der Entwickler der Altgitarre, Georg Bolin, baute neben der 11-, auch eine 13-saitige Variante. 2009 stellte der Gitarrenbauer Michael Thames die 13-saitige Dresden-Gitarre vor, die acht Saiten auf dem Griffbrett und fünf freischwingende Saiten hat, von denen letztere über einen zweiten Wirbelkasten oberhalb des ersten Wirbelkastens aufgehängt sind (sogenannter Schwanenhals wie bei der Deutschen Barocklaute oder der Deutschen Basslaute).
Die 13-saitige Altgitarre hat die Stimmung A–H–C–D–E–F–G–a–d–f–a–d–f. Die Stimmung der höheren 11 Saiten entsprechen damit der Stimmung der französischen Barocklaute. Diese wird (wie bei der von Weiss populär gemachten Deutschen Barocklaute) um zwei weitere Basssaiten, jeweils einen Ganzton tiefer erweitert, sodass die Oktave bis zum A komplettiert wird.

## Namhafte Gitarristen
- Göran Söllscher (* 1955), der eine elfsaitige Gitarre für barocke Lautenmusik verwendet
- Andreas Koch (* 1966), der sowohl 11- als auch 13-saitige Altgitarren spielt
- Anders Miolin (* 1961), der 12- und 13-saitige Altgitarre spielt